# Zotye T500
Zotye T500 — компактный кроссовер, выпускаемый китайской компанией Zotye в 2017—2021 годах.

## Описание
Автомобиль Zotye T500 впервые был представлен в 2017 году на автосалоне в Шанхае. Он оснащался 1,5-литровым двигателем мощностью 156 л. с., который сочетался в паре с пятиступенчатой механической или шестиступенчатой автоматической трансмиссией.
Производство автомобиля Zotye T500 началось в марте 2018 года. Цены варьировались от 78800 до 149800 юаней.